# Adonisea aurantiaca
Adonisea aurantiaca är en fjärilsart som beskrevs av Edwards 1881. Adonisea aurantiaca ingår i släktet Adonisea och familjen nattflyn. Inga underarter finns listade i Catalogue of Life.